# Kurjenrahka nationalpark
Kurjenrahka nationalpark är en nationalpark i Egentliga Finland belägen inom kommunerna Aura, Masko, Virmo, Nousis, Pöytis, Rusko och Åbo. Avståndet till Åbo centrum är cirka 35 kilometer. Parkens areal är cirka 29 km² och den är det största skyddade myrområdet i naturtillstånd i Egentliga Finland. I närheten av parken ligger även det myrdominerade Vaskijärvi naturreservat.
Kurjenrahka nationalpark domineras av karga högmossar, med inslag av skog och myrkantade sjöar. En del av skogarna, så som Pukkipalo urskogsområde är väldigt gamla. Parkens djur- och växtbestånd består primärt av typiska myrarter. På området lever även bland andra följande vildmarksarter, vilka är sällsynta och hotade i Egentliga Finland: flygekorre, skrovlig flatbagge och gul myrmätare. Nationalparken är även bland de sydligaste förekomstområdena för många nordliga fågelarter.
Parkens största sevärdhet är Kuhankuono gränsröse och andra populära besöksmål är Kurjenpesä naturstuga vid Savojärvis strand och Nousis kommuns rekreationsområde Rantapiha på motsatta sidan av sjön. Genom nationalparkens område går flera utmärkta stigar, vilka är en del av Kuhankuono friluftsledsnätverk. Det över 200 km långa nätverket innehåller sex stycken utmärkta rundslingor, vid vilka det finns skärmskydd och eldplatser.

## Läge och kommunikationer
Kurjenrahka nationalpark är en nationalpark i Egentliga Finland belägen inom kommunerna Aura, Masko, Virmo, Nousis, Pöytis, Rusko och Åbo. Avståndet från Åbo centrum till Kuhankuono gränsröse är cirka 35 kilometer. Regionalväg 204 från Åbo genom Säkylä går på östra sidan om parken och avståndet från vägen till Kuhankuonos parkering är under en kilometer. Förbindelseväg 2014 från Nousis centrum till Valpperi/Falkenbergs by fortsätter som förbindelseväg 12429 genom olika delar av parken. Vägen slutar vid förbindelseväg 2020, vilken leder från Virmo till Yläne och sträcker sig norr om Kurjenrahka nationalpark och söder om det närbelägna Vaskijärvi naturreservat. Förbindelseväg 2042 som börjar vid den tidigare nämnda förbindelseväg 12429 från Saksala i Nousis till Tortinmäki i Åbo går mellan två av nationalparkens större myrområden, Kurjenrahka och Vajosuo. Via dessa vägar kommer man även till parkens officiella parkeringsplatser vid Pukkipalo, Rantapiha, Vajosuo och Töykkälä.
Runt nationalparken finns även ett tätt skogsvägsnät, via vilket man kommer nära parken. Man kommer även nära parken med buss eftersom snabbturerna och flera av bussarna till Yläne och Säkylä kör förbi parken. Vissa av Åbos lokalturer kör till ändhållplatsen i Tortinmäki, därifrån avståndet till Kuhankuono är 6 km och till Vajosuo 4 km.

## Områdets historia

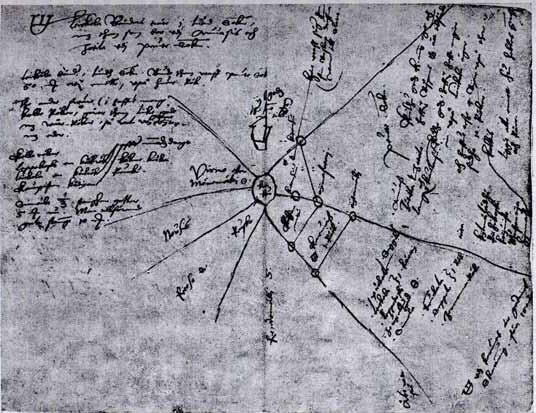
Jakob Teits karta från 1550 över Kuhankuono och de sju socknar som gränsar till varandra

### De tidiga skedena
De tidigaste tecknen på mänsklig bosättning på Kurjenrahkas område har hittats i Saksala (Nousis) by, belägen mellan de olika delarna av nationalparken. Platsen där Saksala by ligger idag steg upp ur Ancylussjön cirka 5000 f.Kr. I Saksala har man funnit verktyg från stenåldern och en yxa från bronsåldern eller tidiga järnåldern.
Den första skriftliga källan som nämner området är från 1381, då Kuhankuono gränsröse nämns i en lista på gränsplatser mellan Masko och Nousis socknar. Under medeltiden var området som sträckte sig till gränsröset kyrkosocknens hemmansägares gemensamma mark, så kallad sockenskog. Sockenskogen inrättades redan på 1300-talet. Den första kartan över Kuhankuono är dock från 1550. I denna karta uppritad av kungens sekreterare Jakob Teit ses de sju socknar som gränsade till varandra vid gränsröset. Efter gränstvister uppgjordes den första noggranna kartan år 1695.

### Den första bosättningen och perioden i statens ägo

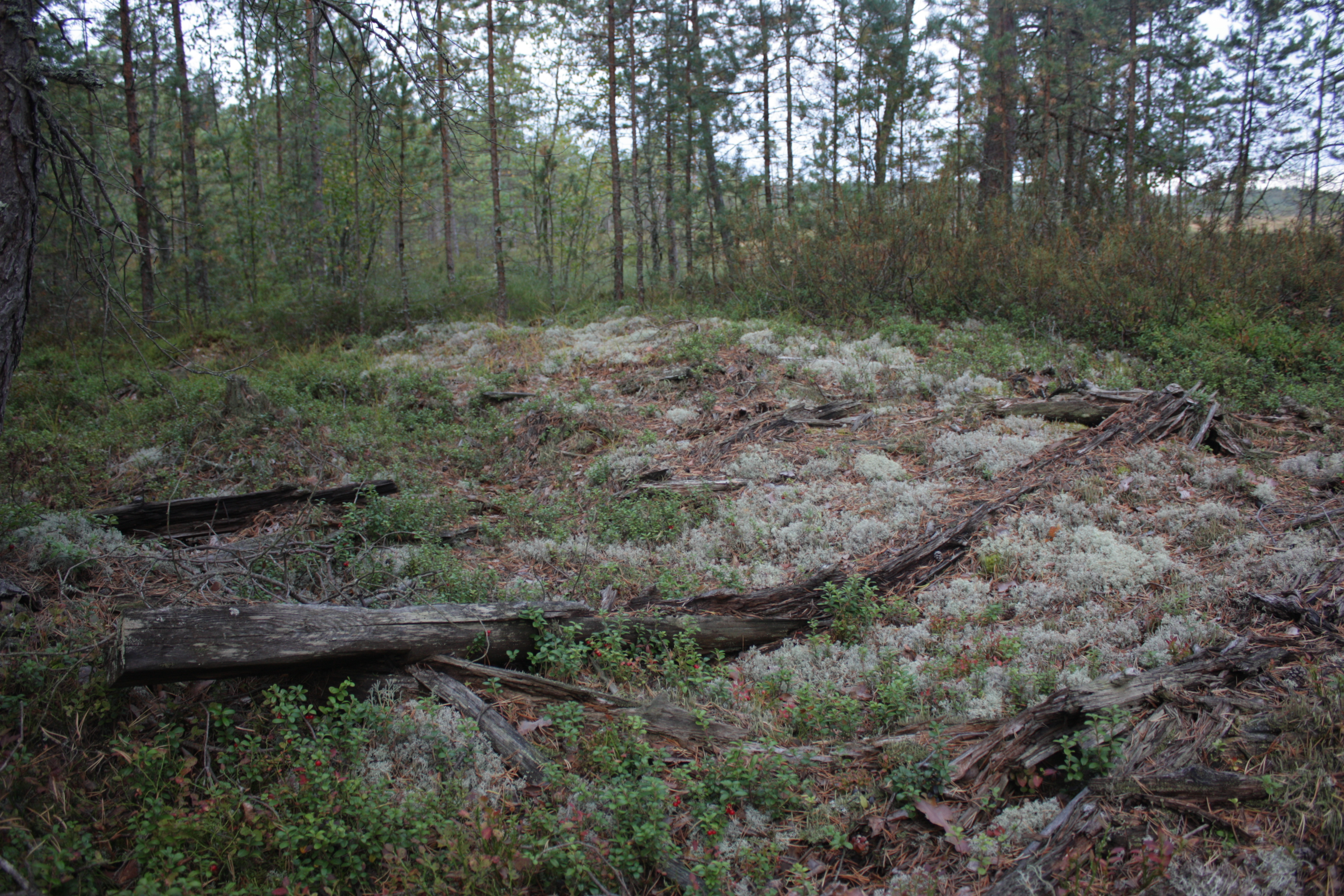
Rester av en myrlada vid södra kanten av Vajosuo. I ladan har man sannolikt torkat torvströ för golvmaterial i lador, man kan även ha lagrat gräs som slåttrats på myren.

Fast man har idkat svedjebruk i närheten av Kuhankuono redan tidigare, fick trakten sin första fasta bosättning först på 1700-talet. Enligt traditionen var de första fast invånarna Johan och Maria Bärnstedt som flyttade till Savojärvi år 1757. Dock finns en ruin vid sjöns strand i Pirtinmäki utmärkt på en karta redan år 1695. I senare källor uppges Bärnstedt ha bytt namn till Saxla, och man tror att de har namngett hela området Saksala. I slutet av århundradet och i början av 1800-talet grundades flera torp i Nousis, Yläne och Vahto utmarker.

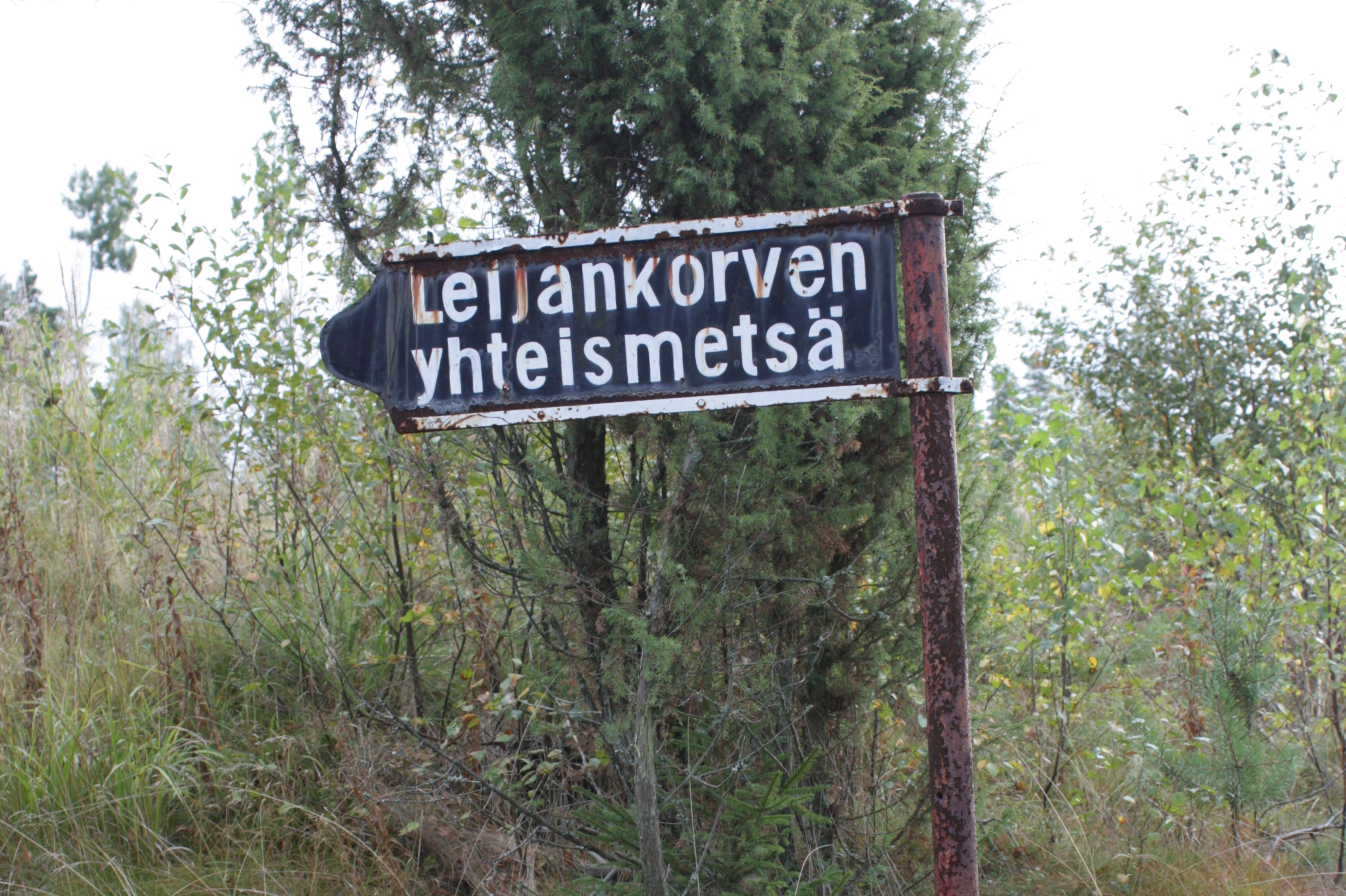
Vägskylt mot Leijankorpis samfällda skog på södra sidan om Vajosuo. Skogssamfälligheten som bildades för de evakuerade karelarna var en av de största markägarna inom den nuvarande nationalparkens område.

Efter sekelskiftet, i början av 1800-talet, delades även sockenskogarna upp och gavs till de stora gårdarna i modersocknarna. En stor del av skogarna och myrarna kring Savojärvi övergick snart i Yläne Uusikartano herrgårds och Yläne herrgårds ägo. På grund av ekonomiska svårigheter var herrgårdarna tvungna att sälja sitt land till staten redan i mitten av 1800-talet och redan år 1885 ägde staten över tiotusen hektar på området. Dessa skogar i Yläne kronopark var i första hand unga, och bara ett par myrområden hade klarat sig i orört tillstånd.  År 1858 brann tusentals hektar skog i området, och innan de såldes till staten hade en stor andel av de kvarvarande skogarna huggits på 1870- och 1880-talen. Huggningarna var dock småskaliga, till och med i takt med skogens återväxt, eftersom de undermåliga förbindelserna gjorde arbetet ekonomiskt olönsamt.
Bristen på förbindelser innebar att trakten länge förblev obebodd. Byggandet av regionalväg 204 från Åbo genom Patis till Yläne på 1930- och 1940-talen samt andra världskriget förändrade situationen. Norr om Savojärvi i Raasikorpi i Yläne grundades år 1939 ett skjutområde av försvarsmakten. Området inbegrep även myren Lammenrahka. Området fick även fler markägare då kolonisationslägenheter inrättades åt flyktingar från Karelen och frontmän på statens mark. Av statens skogar bildades även fem samfällda skogar åt flyktingarna från Karelen. På grund av de nya invånarna var invånarantalet som högst på 1950- och 1960-talen. Då utnyttjade man även myrarna genom att bryta torv för torvströ och genom att ta vara på gräset som växer på myrarna. Fram till slutet av 1950-talet höggs stora mängder skog i stora avverkningsprojekt som krävde mycket arbetskraft.

### Identifierande av naturvärden och grundandet av skyddsområden
Trots det ekonomiska bruket har traktens myrar och naturliga urskogar hållits som värdefulla naturobjekt redan länge.. Den första skyddsåtgärden på det nuvarande nationalparksområdet gjordes år 1958 då Forststyrelsen beslöt att spara Pukkipalo skogsområde som ett urskogsområde utanför ekonomibruket. Redan år 1976 lade Nationalparkskommittén fram ett förslag om ett inrättande av en nationalpark. Statsrådet gjorde å sin sida ett principbeslut 1978 rörande grundandet av Kurjenrahka nationalpark på Pukkipalo och Lammenrahkas områden i nationalparksprogrammet.Grundandet av parken försenades främst på grund av att anskaffningen av privat mark fortlöpte långsamt.  Finlands naturskyddsförbunds lokalavdelning i Egentliga Finland förde hårda kampanjer för inrättandet av parken på 1990-talet och lyfte fram grundandet av den som ett av sina huvudmål.
Kurjenrahka nationalpark grundades slutligen 19 december 1997 med motiveringen: "För att skydda en exceptionellt representativ Sydfinländsk myr- och skogsnatur, för att bevara organismer i myrar och skogar, som allmän natursevärdhet, samt för utflykts-, undervisnings-, och forskningsbruk. Lagen om nationalparken trädde i kraft 1 januari 1998 och den första nationalparken på fastlandet i Egentliga Finland och landets trettioandra var född – 20 år efter principbeslutet och den sista parken på listan i beslutets program. Den nygrundade parken bestod av 25,4 km² statsägd mark, belägen inom de dåvarande kommunerna Åbo, Aura, Lemo, Masko, Virmo, Nousis, Pöytis, Vahto och Yläne. Parkens bestod av 1 980 hektar myrmark, 500 hektar skog och 65 hektar vattenområden.
Genom kommunsammanslagningar ligger parken ännu på sju kommuners område, då Lemo införlivats med Masko, Yläne med Pöytis och Vahto med Rusko. Genom utvidgningar har parken år 2010 växt till cirka 29 km² storlek. Parken omfattar även största delen av det 1999 grundade 30,93 km² stora Kurjenrahka Natura 2000-område. Endast en mindre del av Naturaområdet ligger utanför nationalparken, men de hör till national- och naturparkernas utvecklingsprogram samt till myrskyddsprogrammet. Nationalparkens skyddsvärde enligt dess skötsel- och användningsplan grundar sig främst på fem faktorer: Parkens stora myrområden i naturtillstånd, vildmarkslika skogar, sällsynta eller hotade djurarter som lever långt från sina primära förekomstområden, traktens turismdragningskraft samt parkens betydelse som jaktresemål.

## Natur

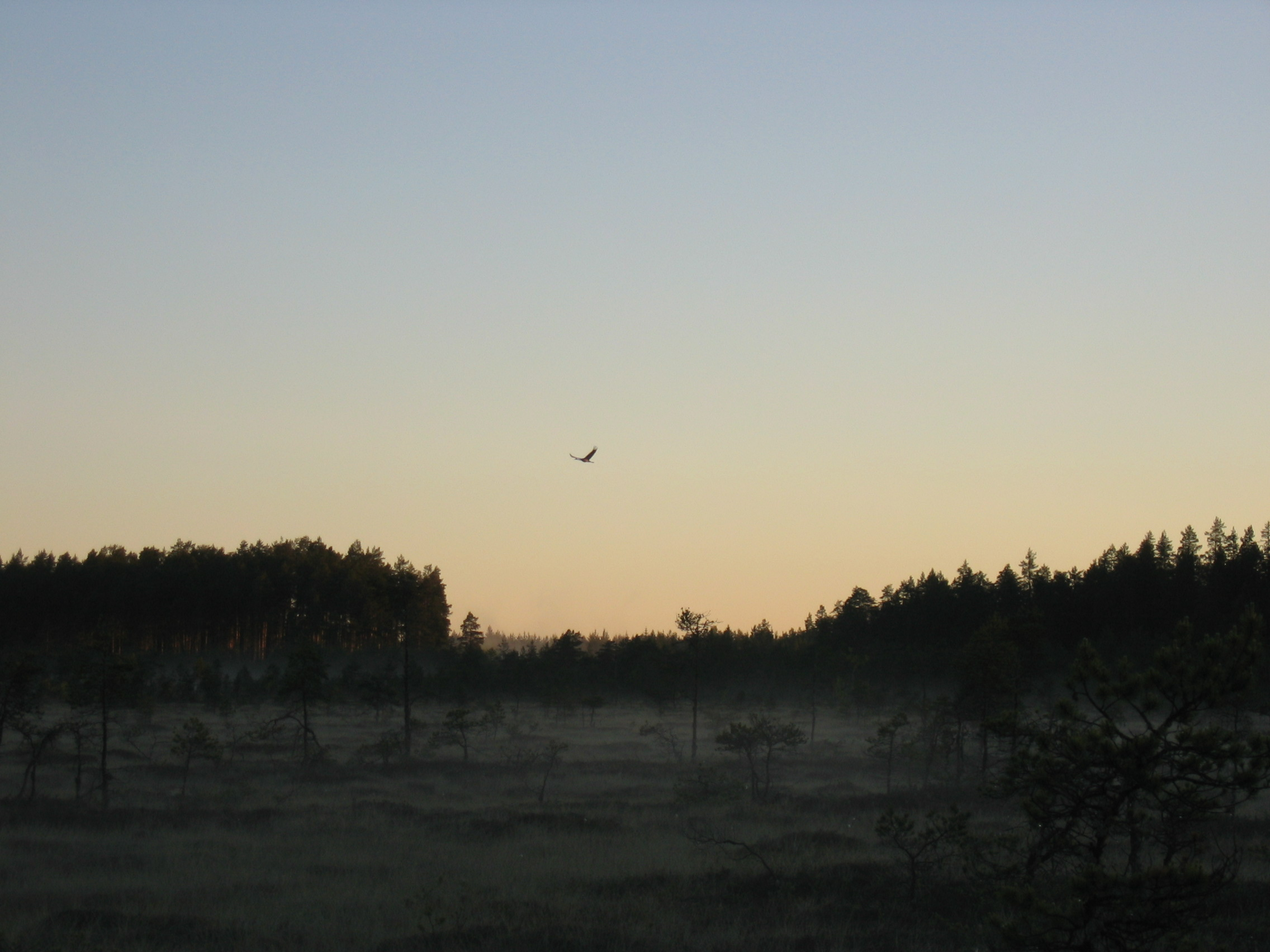
En trana flyger över Lakjärvirahka kärr. I bildens högra kant ses det täta granbeståndet i Pukkipalo urskog.

### Översikt
Kurjenrahka nationalpark är främst myrmark, men där finns även skog och sjöar kantade av myrar och dammar. De viktigaste av dessa är Pukkipalo urskog och Savojärvi Nationalparken består av de största i naturtillstånd bevarade myrområdena i Egentliga Finland. Myrarna är främst karga högmossar. Runt mossarna växer mest torr moskog, varav en del är mycket gamla. Parken består av tre delar. Det största av dem består av de stora högmossområdena Kurjenrahka och Lammenrahka samt Valkaissaarenrahka. Sydväst om dem ligger parkens andra del, som består av Vajosuo med omkringliggande skogar. Parkens tredje del ligger väster om de andra och består av Laidassuo, Lakjärvenrahka, Lammenrahka och Pukkipalo myr- och skogsområden.
En del av myrarna har varit dikade eller i skogsbruksanvändning, men under början av 2000-talet har det utförts restaureringsåtgärder på många platser. Åtgärderna är bland andra igentäppning av diken, ökande av andelen död ved genom barkning, avlägsnande av skogsbilvägar och odlat virke samt naturvårdsbränningar. Största delen av myrarna har aldrig dikats eller så har dikena hunnit växa igen redan tidigare. Alla myrdiken har dock inte kunnat täppas igen, eftersom de även påverkar vattenekonomin i marker utanför nationalparken.
Nationalparkens område hör till den sydligaste delen av Tajgan. Närheten till Östersjön ses genom relativt milda vintrar och torra vårar och försomrar. Största delen av regnet i området faller under hösten och vintern. Vegetationsperiodens längd i Saksala i mitten av parken är cirka 172 dygn. Säsongens medeltemperatur är 12 grader och den effektiva värmesumman ligger strax under 1300°C. Området har lite sjöar, vilket ökar risken för frost i början av vegetationsperioden. Den årliga nederbörden i Saksala är rik, ungefär 700 mm, varav snö cirka 200 mm. Nederbördsmängden i Åbo ligger på cirka 610 mm. I Saksala regnar det cirka 110 dagar per år. Ett stabilt snötäcke kommer i medeltal 17 december och smälter bort den 20 april. Vintern är relativt lång och snötäcket är som tjockast 40–45 cm tjockt. Detta beror på att trakten ligger högre än de omgivande områdena och myrarna smälter långsamt på våren.

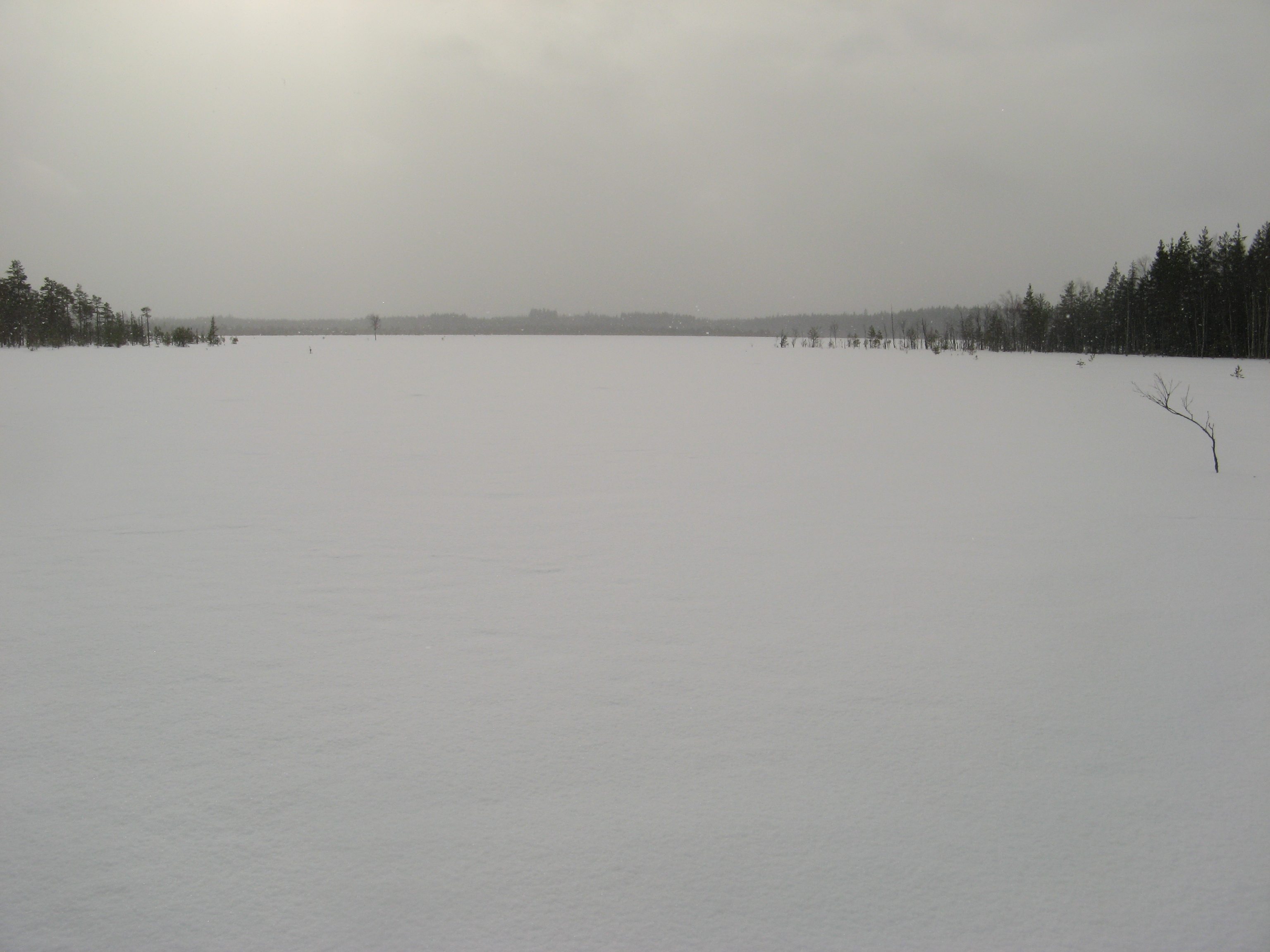
Egentliga Finlands största myr Kurjenrahka på vintern. På sommaren är det svårt att röra sig på kärren i sydvästra Kurjenrahka.

### Myrmarkerna
Parkens tre stora myrområden, Kurjenrahka, Lammenrahka i norr och Vajosuo är alla högmossar som varierar mellan tuvor och höljor. På de torra områden växer skralt med tall och rikligt med getpors. De fuktiga partierna består främst av vitmossa. De sluttande kanterna som är typiska för högmossar är även de välutvecklade. Till sin vatten- och näringsbalans är största delen av nationalparkens myrar ombrotrofiska, de får alltså sitt vatten och sin näring genom regnet. De myrar som får sitt näringsrika vatten från omgivningen kallas minerotrofa myrar och de är främst näringsfattiga. De vanliga myrtyperna (högmosstallmyren och porstallmyren) i sydvästra Finland är även de allmänna i parken. Av de sällsynta myrtyperna finns i parken endast örtrika skogskärr.

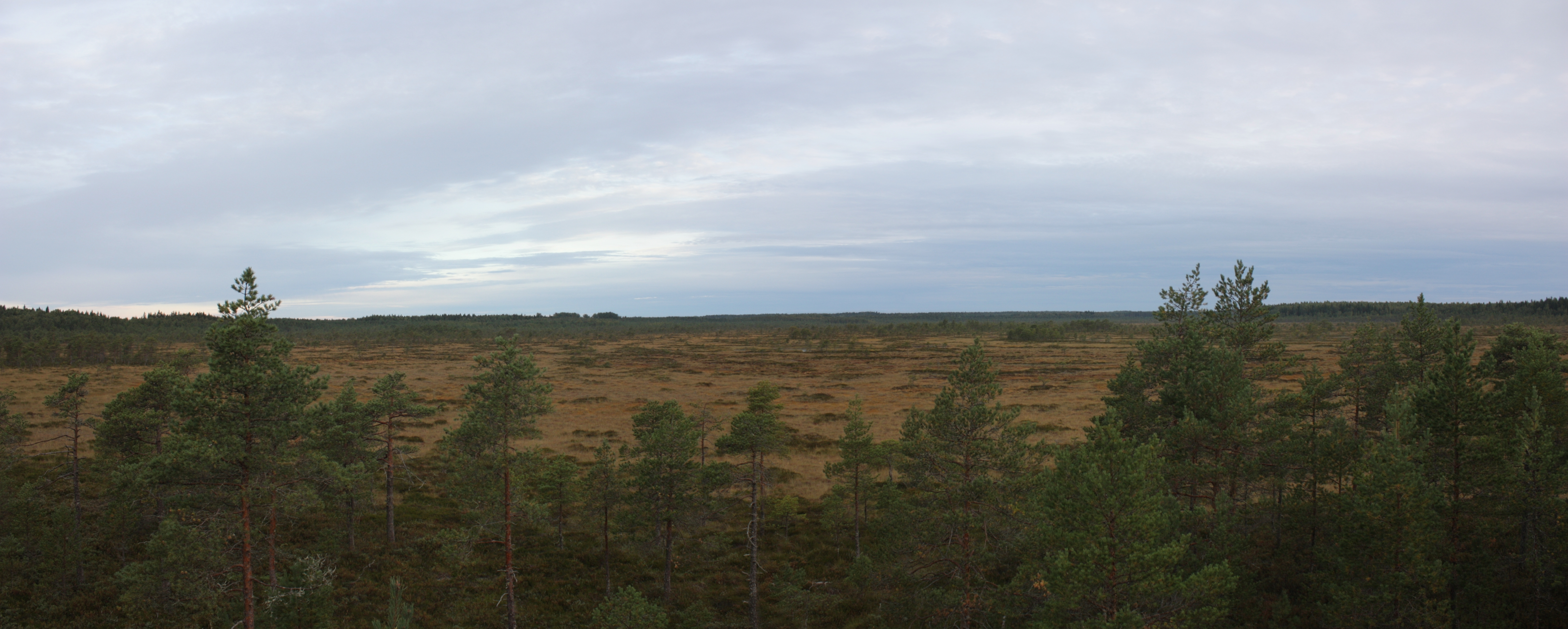
Från Vajosuo utsiktstorn öppnar sig vyn över den stora myren vid gott väder.

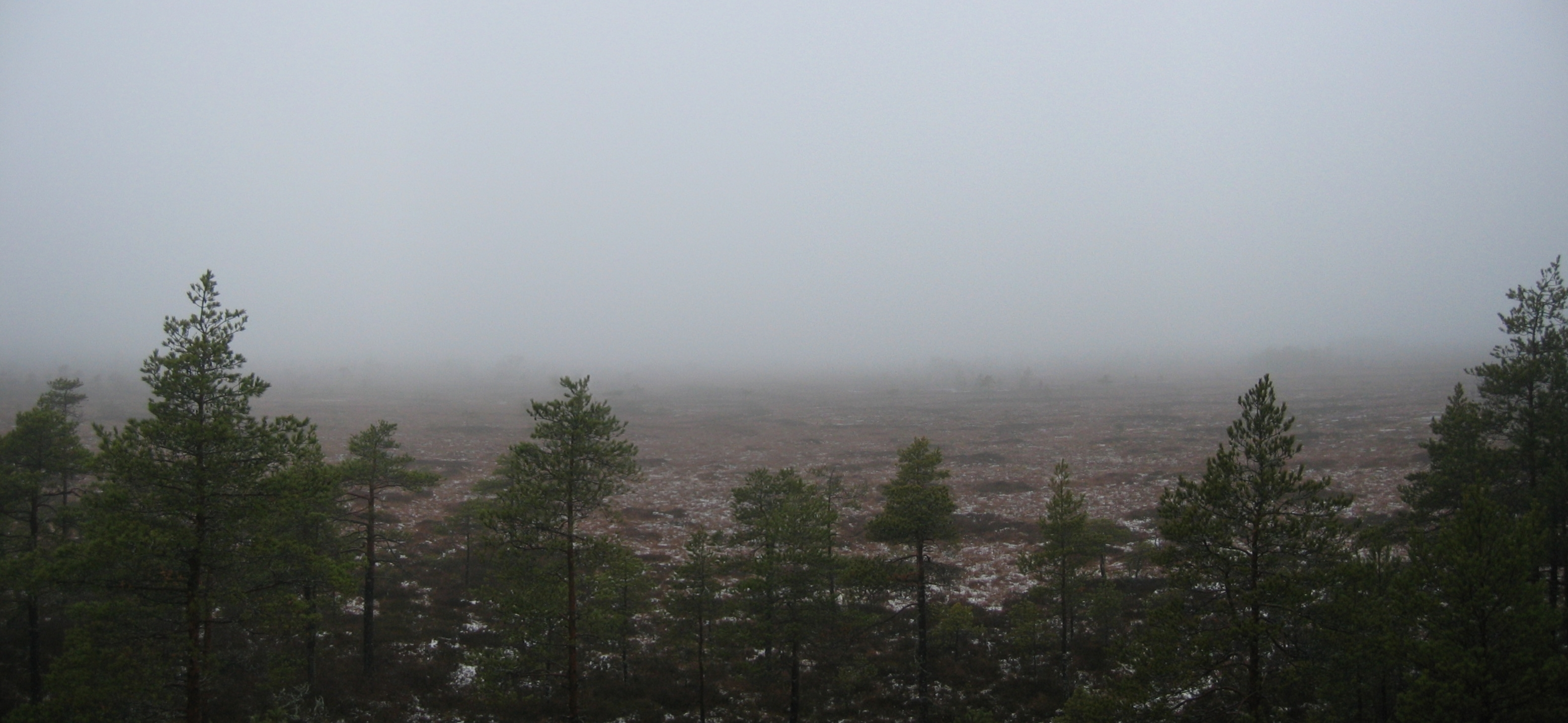
I dimman efter den första snön begränsas dock sikten.

Det över 20 km² stora Kurjenrahka är Egentliga Finlands och ett av Södra Finlands Största enhetliga myrområden. I de nordvästra- och centrala delarna är de mycket fuktiga. I detta svårframkomliga område finns många små gölar i vilka många myrfåglar häckar. På Kurjenrahkas högmosse finns även flera skogsöar varav vilka aldrig huggits ner. De största av dessa öar är Iso-Välisaari och Tuhkasaari, vilka kalhöggs innan nationalparken grundades. Den dominerande myrtypen i Kurjenrahka varierar beroende på källor mellan ristallmosse och högmosstallmyr, men i myrens östra delar finns det även rikligt med olika fattigmyrar och skogskärr. I de nordöstra och sydöstra delarna av myren finns åkrar som röjts från tallmyren samt torvtäkter.
Lammenrahka norr om Savojärvi är ställvis näringsrikare än Kurjenrahka, men även det är en typisk sydvästfinländsk högmosse, där tuvorna och höljorna omringar mitten av myren. I mitten av Lammenrahka finns även många gölar. Till sitt fågelbestånd är myren synnerligen representativ.
Valkaissaarenrahka är till största delen utdikad. Den öppna östra delen har dock bevarats ganska bra i naturtillstånd, och restaureringsåtgärder har gjorts på andra ställen. De dominerande myrtyperna är olika sorters tallmyrar, så som tuvulls-tallmossar, ris-tallmossar och fuscum-tallmossar. Före myren skyddades gjorde geologiska forskningscentralen karteringar på 1980-talet, enligt vilka myren skulle passa för industriell torvbrytning.
Högmossen Vajosuo ligger avskilt från de andra myrarna och är även mindre till sin yta. I mitten av myren växer få träd och myren kantas av tallmyr. De dominerande myrtyperna i Vajosuo är lokalt mycket fuktiga lågstarrmossar och starr-fattigkärr. I mitten finns många gölar, som hålls vattenfyllda även under torra somrar. Myrens västra och östra kanter har tidigare dikats och en viss torvbrytning har gjorts. Precis som på Kurjenrahka har de flesta strukturer som använts vid torvbrytningen redan försvunnit och tidigare dikningar syns knappt mer i myrlandskapet.
Laidassuo och Lakjärvenrahka samt södra Lammenrahka har bildats mellan klippiga skogsområden, till skillnad från de tidigare vida högmossarna. Dessa myrar bildar en labyrint av fläckar med högmossar av kraftigt varierande typ. På myrarna finns även rikligt med små skogsområden i naturtillstånd. Ett exempel på detta är Pukkipalo i sydöstra Lakjärvenrahka.

### Vattendrag

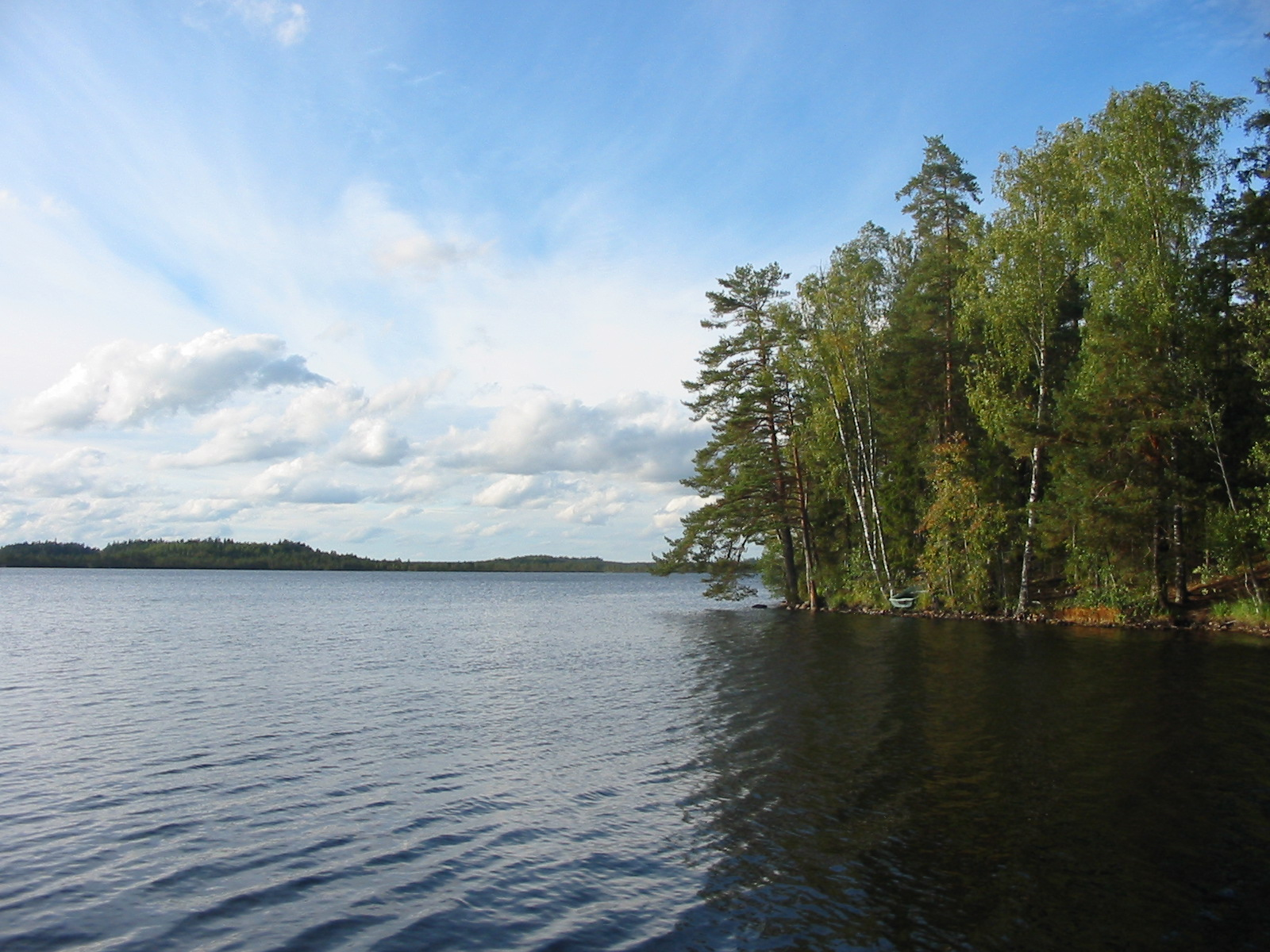
Savojärvi sedd från Kurjenpesäs strandbrygga.

Det finns två sjöar på Kurjenrahkas nationalparks område, Savojärvi och Lakjärvi, varav Savojärvi är betydligt större. Dess totala yta är 124 hektar, varav 64 hektar i den norra delen hör till nationalparken. Savojärvi är en dystrof, myrkantad sjö, som får sitt vatten från den omkringliggande myrarna. Den är belägen i Nousis, Virmo och Pöytis kommuner och fungerar även som Åbo stads reservsötvattenreservoar. Lakjärvi är en endast tre hektar stor, myrkantad sjö belägen i Virmo kommun. Den ligger i nordöstra hörnet av Lakjärvirahka och dess vatten rinner ut i Mynäjoki. I nationalparkens myrar finns även ett hundratal små gölar.
En vattendelare löper genom nationalparken. Från de västra delarna av Lakjärvirahka och Lammenrahka rinner vattendragen västerut mot Mynäjärvi och därmed till Mynäjokis källa. Mynäjokis utlopp ligger i Mietoisviken. Vattnet från Lammenrahkas södra del och Kurjenrahka flödar å sin sida söderut, antingen till Järvijoki vid myrens västra kant eller till Ihavanjoki i den nordöstra kanten. Dessa två flödar bägge ut i Aura å, som mynnar ut i Åbo.

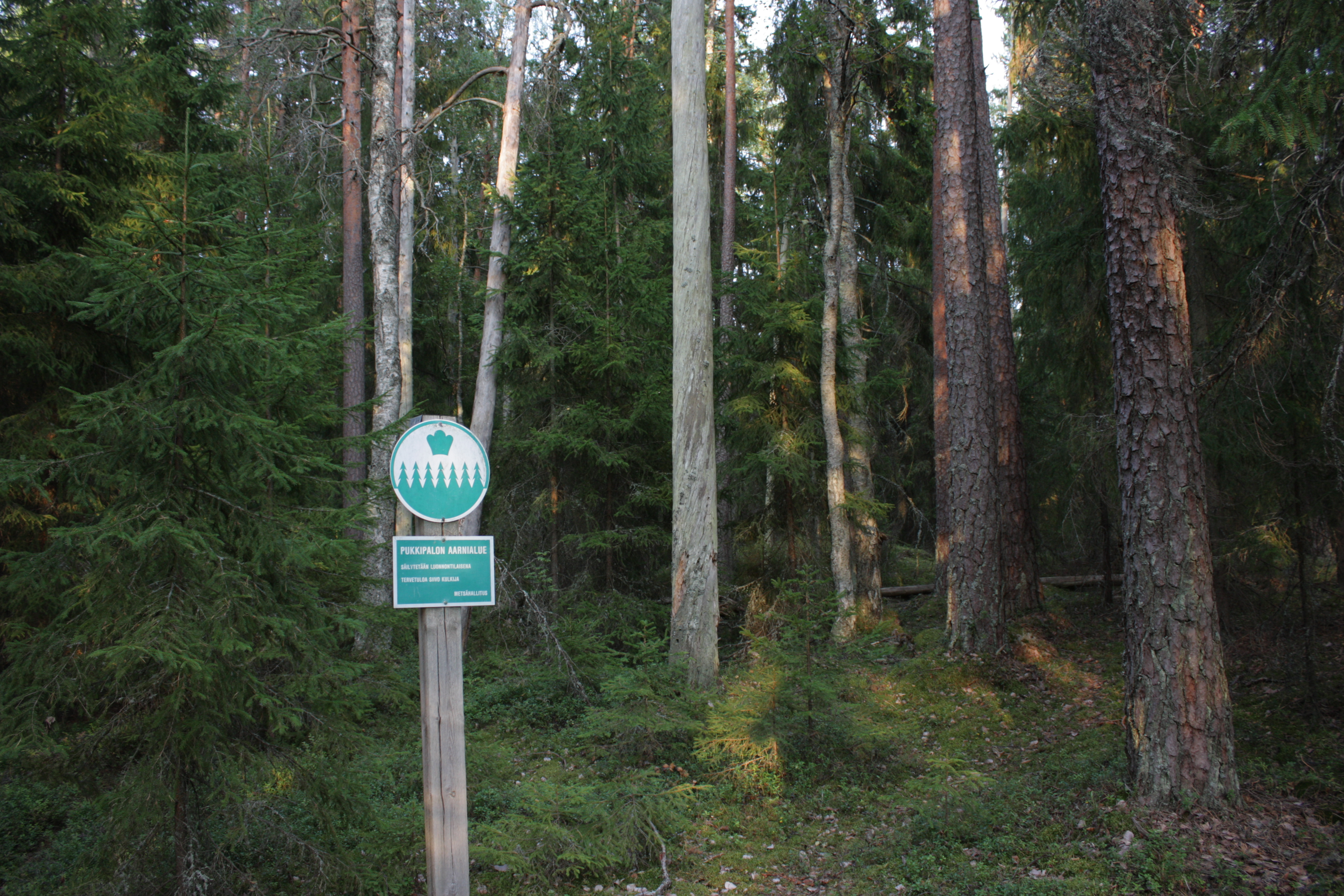
Pukkipalo gammelskog är en av landskapets mest representativa. I skogen finns rikligt med träd av varierande ålder, allt från små granplantor till stora torrfuror och murkna stammar.

### Skogar och jordmån
Skogarna i Kurjenrahka nationalpark växer på myrkanter eller på skogsöar mitt i myrarna. Fastän största delen är tidigare ekonomiskogar har en del av öarna bevarats i naturtillstånd. Exempelvis Pukkipalo urskogsområde är fullt av stora, gamla träd samt murkna stammar. Pukkipalo urskog är en av landskapets ståtligaste. På områdets låglänta och delvis fuktiga delar växer främst gamla granar. Runt de bara klipporna och på högre områden växer däremot rikligt med stora sköldbarkstallar. Det finns även många torrakor och vindfall. Helt i naturtillstånd är dock Pukkipalo inte, eftersom de största träden fällts och sågats till plankor i början av 1900-talet och ett antal diken grävdes på 1930-talet.
Jordmånen i nationalparkens hällskogar är främst morän och berg i dagen. Norra delen av Pukkipalo-Laidassuo samt Kurjenrahka mineraljordsområden är till största delen glaciärskapade moränkullar. Parkens skogar är främst ganska karga och på många ställen bergiga. Över hälften av nationalparkens skogar är friska moskogar av blåbärstyp, allmänt försumpade. I Kurjenrahka nationalpark finns även mycket karg moskog av ljungtyp samt torr moskog av lingontyp. Därtill finns det ett antal små lundartade moar av harsyre-ekorrbärstyp, t.ex. Mustasaari kärr i Kurjanrahka.

### Artbestånd

#### Fauna
Faunan i Kurjenrahka nationalpark är typisk myrfauna. På området lever ändå vildmarksarter som är sällsynta och hotade i Egentliga Finland. Många nordliga fågelarter häcker här på sina sydligaste förekomstplatser. I synnerhet Lammenrahka har ett rikt fågelbestånd. Till nationalparkens fågelbestånd hör de hotade arterna göktyta och gransångare samt de nära hotade arterna nattskärra, gråspett, mindre flugsnappare och fiskgjuse. Andra arter är exempelvis lärkfalk, tornfalk, trädlärka. Även pilgrimsfalk har påträffats. Parken är en av de sydligaste förekomstområdena för dalripa och videsparv. I nationalparkens gamla skogar häckar åtminstone korp, pärluggla, slaguggla, spillkråka, tretåig hackspett, orre och tjäder. På våren och hösten ser man många flyttande tranor och sädgäss i parken. En del av tranorna häckar även på myrarna i området.
De flesta av de nämnda arterna är listade i Europeiska unionens fågeldirektivs bilaga 1. Därtill lever tio andra fågelartar som omfattas av direktivet i nationalparken: berguv, fisktärna, ljungpipare, grönbena, bivråk, törnskata, järpe, blå kärrhök, jorduggla och sparvuggla. Sammanlagt häckar åtminstone 68 fågelarter i nationalparken.
I nationalparken lever även många däggdjursarter. I de gamla blandskogarna vid myrkanterna lever flygekorren, och bland smårovdjuren finns bland annat räv, skogsmård, mårdhund och grävling. I Savojärvi lever uttrar. Till däggdjursfaunan hör även lo, älg, vitsvanshjort och rådjur. I parken har även påträffats enskilda vargar och björnar. Av de små däggdjuren är vanlig näbbmus den allmännaste. Från området finns även ett fynd av dvärgnäbbmus. Av kräldjur och groddjur lever åtminstone huggorm, kopparödla, skogsödla, vanlig groda och åkergroda i parken.
Savojärvis fiskbestånd består av abborre, mört, gärs och gädda. Man har även planterat in regnbågsöring, asp och peledsik. Fastän kräftor påträffats i sjön, kan de inte föröka sig eftersom vattnet har för kraftiga variationer i pH-värde.

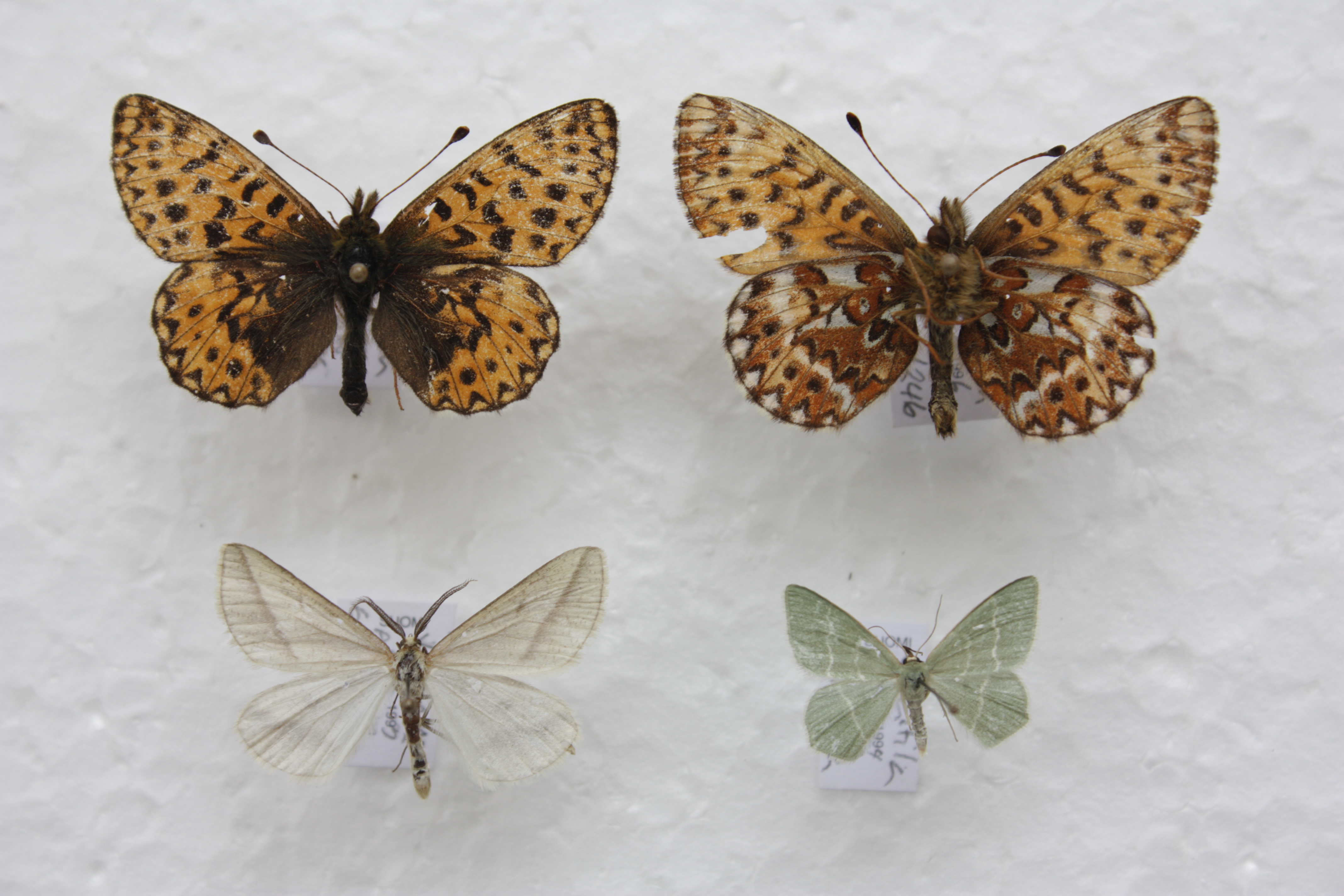
Sällsynta fjärilar från Kurjenrahka nationalpark Övre raden: Frejas pärlemorfjäril ovansida och undersida, Nedre raden: Gul myrmätare och ljunglundmätare. Fjärilarna, bortsett från ljunglundmätaren är alla från Lakjärvenrahka.

I de gamla skogarna påträffar man ofta rikligt med olika insekter som är beroende av gamla, murkna träd. I synnerhet påträffas de i de gamla träden i Pukkipalo urskog. Exempel på dylika arter är den utrotningshotade skalbaggen skrovlig flatbagge samt de tidigare som hotade klassificerade skinnbaggsarterna Aradus betulinus och Aradus obtectus. Fjärilsbeståndet i Pukkipalo påminner om det i en frodig granblandskog, men där hittas även myr- och våtmarksarter. Sällsynta eller hotade fjärilsarter har inte påträffats i Pukkipalo under insektskarteringar.
På nationalparkens myrar lever dock ett antal sällsynta och hotade fjärilsarter. På Kurjenrahka har man påträffat bland annat de hotade arterna frejas pärlemorfjäril, friggas pärlemorfjäril och den sällsynta arten lapsk vintermätare På Vajosuo hittas den hotade Gul myrmätares sydvästligaste förekomst i Finland. Därtill har man hittat individer av den hotade frejas pärlemorfjäril. Utöver dessa finns de sydvästligaste finländska populationerna av skvattrammalmätare och den nära hotade nattsländan Limnephilus diphyes. Andra arter som lever på gränsen av sitt utbredningsområde i Kurjenrahka är kärrharfotsspinnare, ljunglundmätare, pudermätare, ljungtofsspinnare. Sammanlagt har man hittat 45 typiska myrfjärilsarter i nationalparken. Artbeståndet bland andra grupper av ryggradslösa djur är typiskt för myrar. Kurjenrahka myr härbärgar dock ett synnerligen rik spindeldjursfauna.

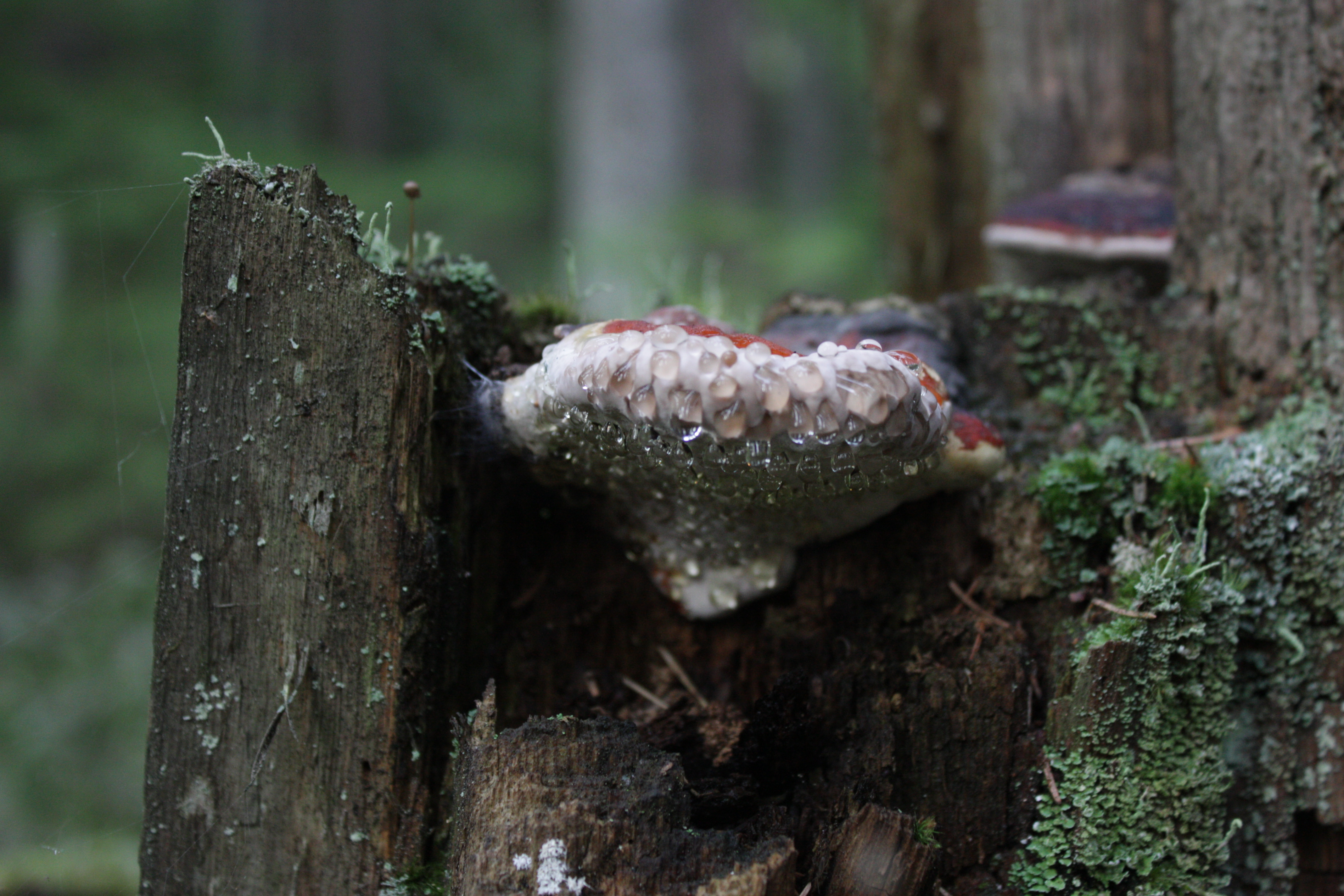
Klibbtickan växer allmänt i hela Pukkipalo.

#### Svampar
I de gamla skogarna växer många svamparter beroende av murkna träd. I synnerhet nedbrytarsvampsfloran i Pukkipalo är den mest representativa i Egentliga Finland. Till dess arter hör de hotade arterna rosenticka och lappticka samt de sällsynta arterna lateritticka, ostticka, brandticka och fläckporing. De vanligaste tickorna i Pukkipalo är bland andra björkticka, violticka och klibbticka samt olika arter av Trametes-tickor.

#### Flora

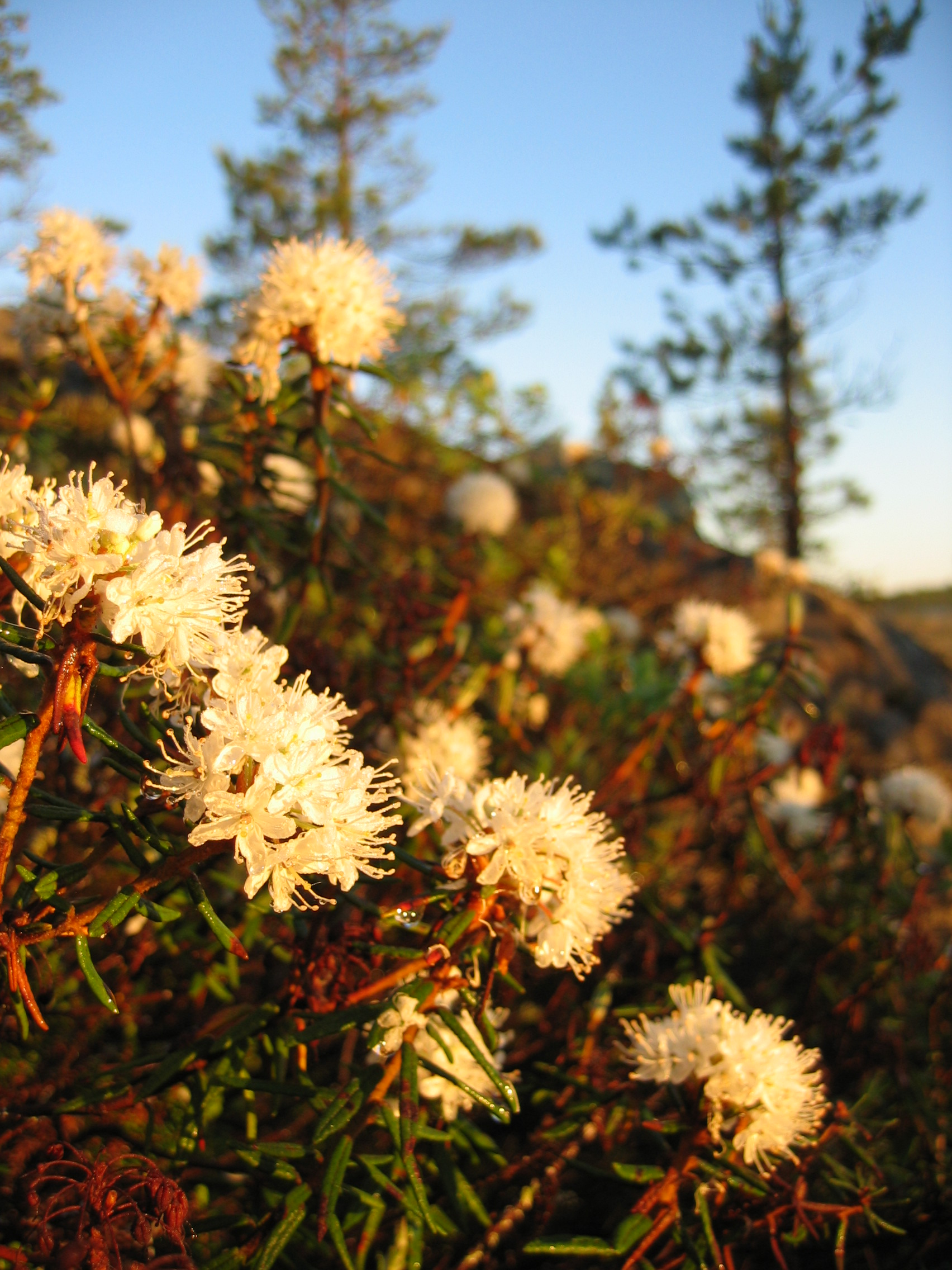
Skvattramblommorna glöder i morgonsolen vid Lakjärvenrahka.

Områdets flora är typisk, men för södra Finlands myrar mångformig. Inga sällsynta eller hotade kärlväxter har påträffats i parken. Som exempel på floran i Kurjenrahka kan nämnasföljande arter, vilka är vanliga vid Savojärvi och andra träsksjöar: vattenklöver, missne, flaskstarr, kärrfräken och trådtåg. Andra typiska myrarter är bland andra dvärgbjörk, ljung, skvattram, storsileshår, rundsileshår samt rosling. På myren kan man hitta följande bärväxter: hjortron, odon, tranbär och dvärgtranbär
I den öppna delen av Kurjenrahka växer åtminstone 14 olika arter av vitmossa, exempelvis klubbvitmossa och rubinvitmossa. Många halvgräs är även allmänna, exempelvis tuvull, tuvsäv, taggstarr. I gölarna växer gul näckros, kallgräs och vitag. Karakteristiskt för Pukkipalo urskog är björnmossor, linnea, olika arter av pyrola och ekorrbär. Av orkidéerna hittar man jungfru marie nycklar och knärot i Pukkipalo. I Mustasaari lund på Kurjenrahka myr hittas bland annat skogslind, klibbal, blåsippa, harsyra och liljekonvalj.

## Sevärdheter och tjänster

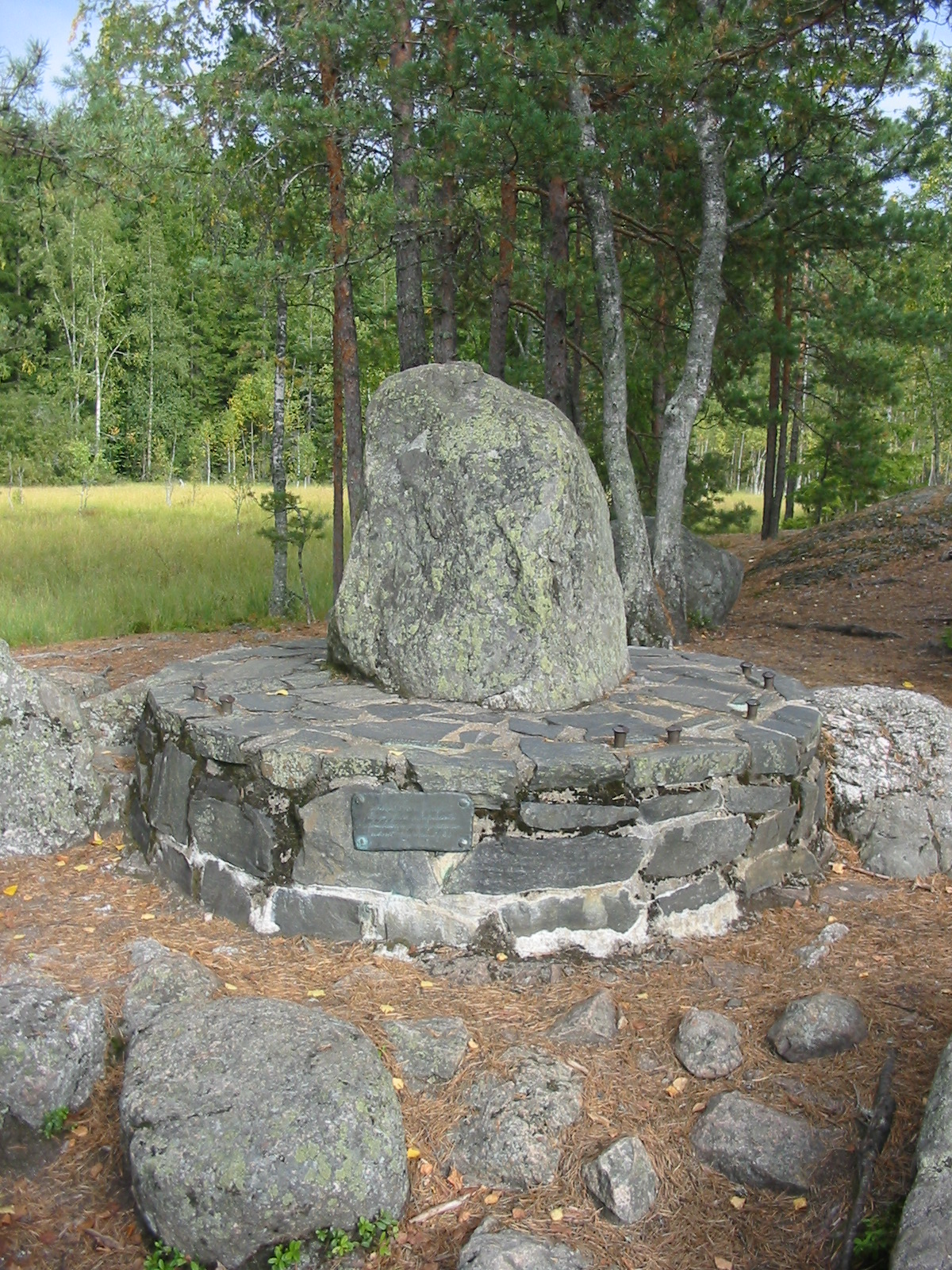
Kuhankuono gränsröse sett från Nousis kommuns sida.

### Kuhankuono och dess omgivning
Kurjenrahka nationalparks mest kända sevärdhet är Kuhankuono, sju kommuners gränsröse. Som mest har åtta kommuner gränsat till varandra här. Enligt källor från år 1773 kommer namnet Kuhankuono från formen på platsen där röset är beläget. Röset ligger på en spetsig, näbblik berghäll på västra sidan av ett större myrområde. Kuono betyder nos på finska. Enligt en alternativ teori betyder namnet en plats som markerar ut gränsen för jaktmarker och jaktvägar. Från regionalväg 204 är det ungefär en kilometer till gränsröset. Vid Vähä-Välisaari, cirka 400 m sydväst om Kuhankuono ligger rödgardisten Ahti Jalonens grav och enkla minnessten.

### Kurjenpesä och Rantapiha
Enligt besökarundersökningen utförd 2007 är de mest populära besöksmålen i nationalparken, förutom Kuhankuono, Kurjenpesä naturstuga och Nousis kommuns rekreationsområde Rantapiha vid sjöns västra strand. Kurjenpesä naturstuga är öppen dagligen. Ingen personal finns där, men stugan har en gratis utställning som besökare kan bekanta sig med. Naturstugan öppnades i maj 2004 och meningen med dess utställning är att göra myren bekant ur tranornas synvinkel genom olika årstider. I stugan får man även annan information om nationalparken.
På gården till Kurjenpesä naturstuga finns ett kokskjul, en utsiktsplattform som öppnar sig mot Savojärvi samt ett torrdass. Stugan, gården och strandbryggan med stig är anpassad för rörelsehindrade. Vid naturstugan ligger mötesutrymmet Kurkela, som man kan hyra för dagsbruk år 20 personer. Kurkela är en år 2004 renoverad tidigare sommarstuga med kök och mötesutrymme. Vid Kurjenpesä börjar även den två kilometer långa långa rundslingan Tranbärsstigen (Karpalopolku), samt en stig anpassad för rörelsehindrade till Kuhankuono gränsröse. På basis av de tidigare nämnda tjänsterna beviljades Forststyrelsen Västra Finlands läns tillgänglighetspris 2007.
Rantapiha i Saksala by i Nousis kommun är en populär startplats för en utflykt i parken. På rekreationsområdet finns bl.a. en simstrand, en kiosk som är öppen under sommarveckoslut, ett grilltak, en brunn och ett dass. I Rantapiha finns det även möjlighet att bada bastu och övernatta för en avgift. I huvudbyggnaden kan servering för grupper ordnas på beställning. Skötseln av rekreationsområdet sköts av Saksala småburkarförening (Sakasalan pienviljeilijäyhdistys).

### Utflykter och rutter

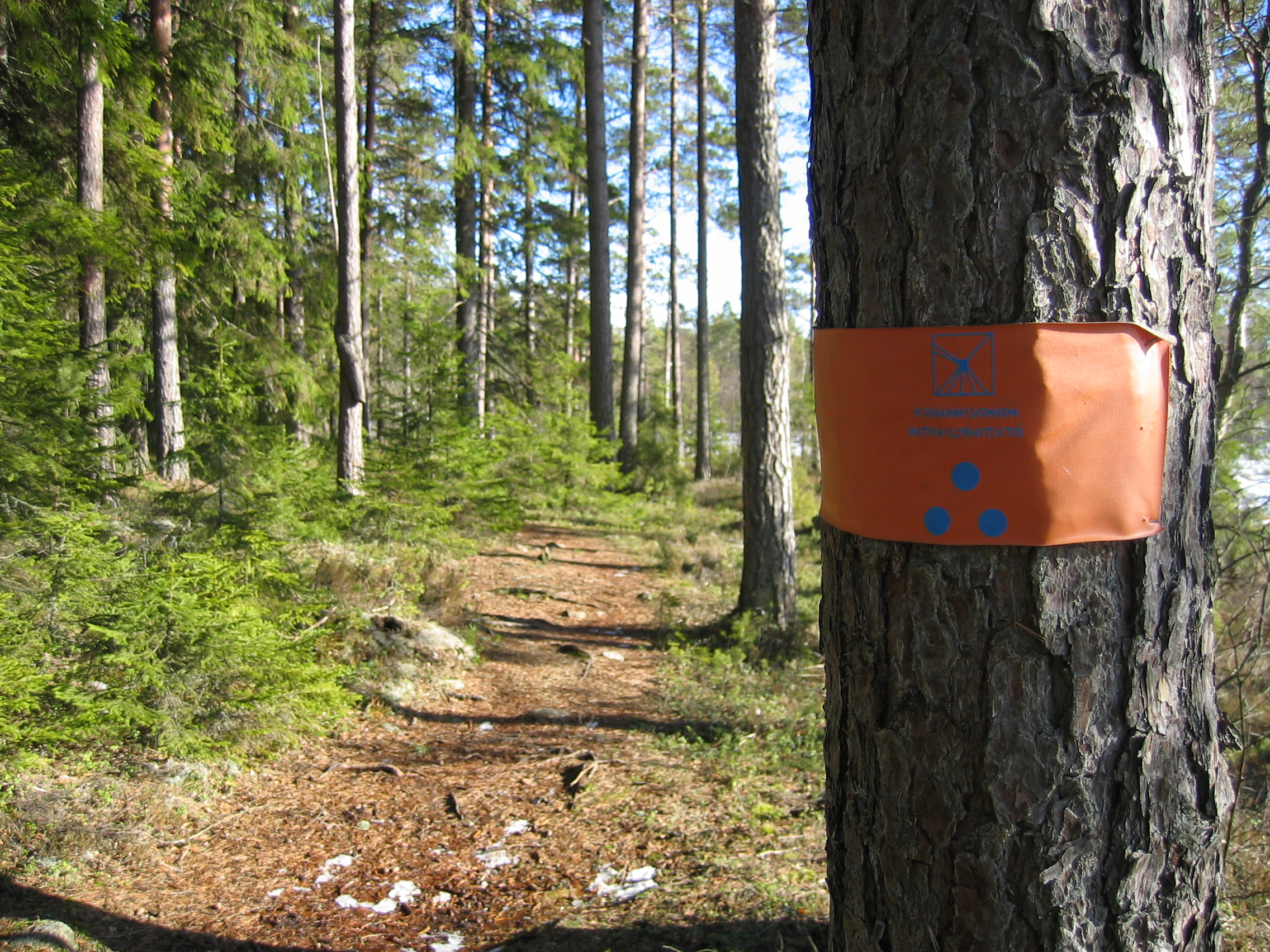
En informationsskylt om Kuhankuono vandringsnätverk och en stig norr om Pukkipalo.

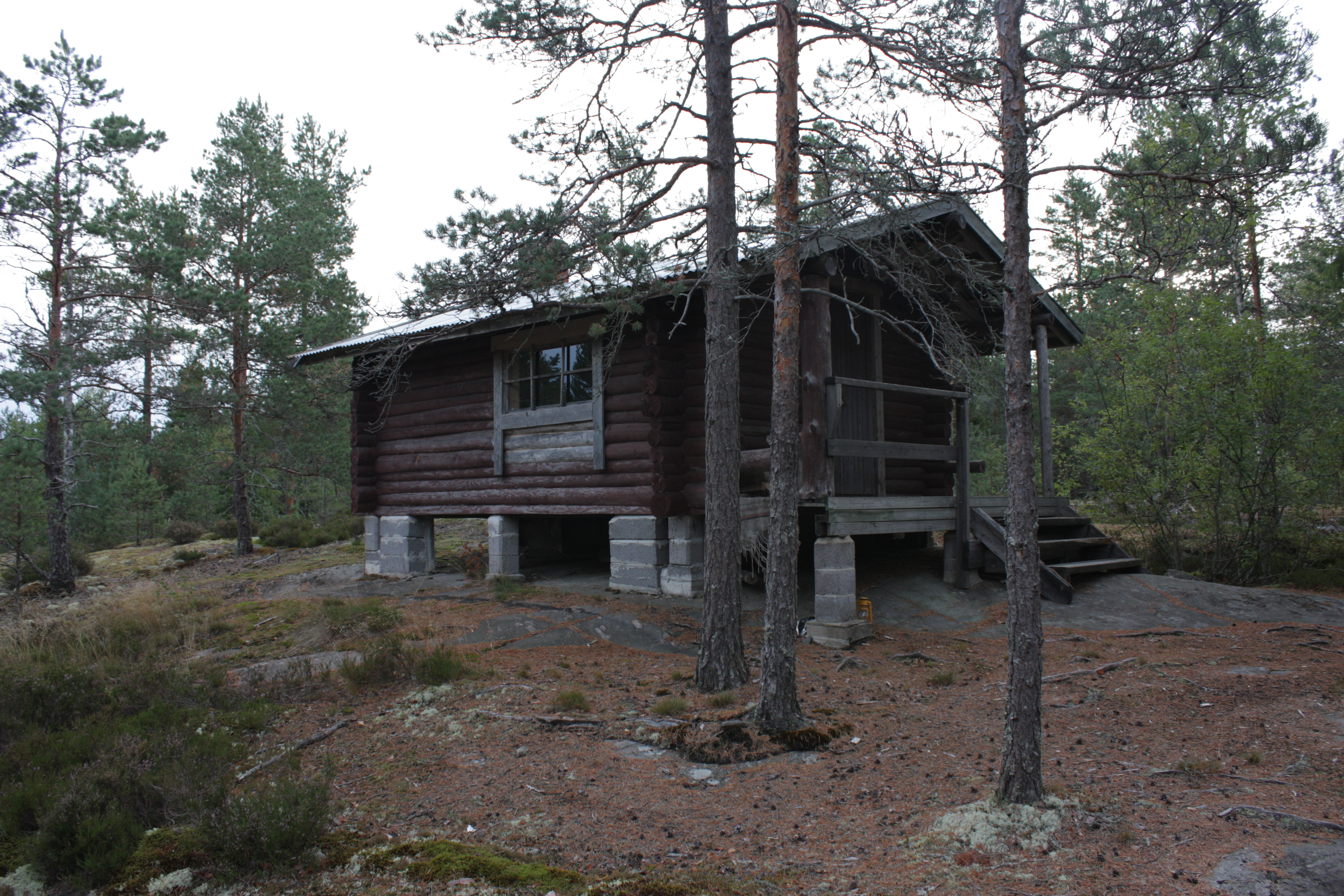
Vajosuo hyresstuga ligger vid en klippig backe. Stugan är menad för fyra personer och är en före detta scoutstuga.

I nationalparken finns ett flertal markerade stigar. Eldplatserna, skärmskydden och stigarna i parken upprätthålls av Forststyrelsen, men utanför parken sköts de av föreningar. Alla stigar på området hör till Kuhankuono vandringsleder. Till vandringsledsnätverket finns sex markerade vandringsslingor med skärmskydd och eldplatser. Den sammanlagda längden av Kuhankuono vandringsledsnätverk är över 200 km. Förutom parkens leder hör även Suokulla-rutten i Masko, Rusko och Reso och Kareva-slingan i Masko och Rusko till nätverket. Nätverket sammanlänkar även nationalparken med den närliggande Vaskijärvi naturpark. Genom att gå på olika leder i parken och dess närhet kan man göra veckolånga utflykter. Vintertid upprätthålls inte skidspåren regelbundet men från Valpperi by i Nousis körs ett spår upp med snöskoter. Spåret går via Vajosuo till Kurjenrahka och Pukkipalo.
Inom nationalparksområdet finns två rundslingor, den tidigare nämnda två kilometer långa tranbärsstigen samt Savojärvislingan. De andra rundslingorna, som den nio kilometer långa Pukkipalorutten och den 30 kilometer långa Vajosuovandringen, befinner sig till stor del utanför nationalparken. Den cirka en kilometer långa naturstigen i Pukkipalo med informationstavlor som berättar om arter i gammelskogar är en del av Pukkipalorutten. Från naturstugan till Rantapiha via Kuhankuono går en stig, från Töykkälä till Kuhankuono går en stig över Kurjenrahka samt stigen vid kanten av Vajosuo är alla en del av Vajosuovandringen.
| År   | Besökarantal | År   | Besökarantal |
| ---- | ------------ | ---- | ------------ |
| 2005 | 25000        | 2006 | 25000        |
| 2007 | 32500        | 2008 | 31500        |
| 2009 | 28500        | 2010 | 26500        |
| 2011 | 25500        | 2012 | 30700        |
| ...  |              | 2016 | 65 900       |

Besökarantalet i Kurjenrahka nationalpark motsvarar medeltalet i Finlands nationalparker. År 2016 var nationalparken den tolfte mest besökta, av trettionio, med cirka 66 000 besökare, eller 2,3 % av landets alla nationalparksbesök. Besökarantalet hade stigit väsentligt från 2012 då besökarantalet var 30 700. På basis av besökarundersökning är Kurjenrahka nationalpark ett typiskt dagsutflyktsmål för familjer. Till parken kommer man oftast med egen bil på hösten och på veckosluten och utflykterna räcker i medeltal 4–5 timmar (2007, då detta konstaterades, stannade snabbturerna inte vid Kuhankuono busshållplats). Besökarna är främst Åbobor, för vilka parken fungerar som ett närrekreationsområde. Åbo stad har även ordnat många olika motionsevenemang i parken, så som snöskoturer, skidutflykter och diverse friluftsdagar. Virmo kommun ordnar klassresor till nationalparken för lågstadieelever. Sedan 2012 stannar också snabbturer vid Kuhankuono busshållplats, vilket ökat tillgängligheten betydligt.
I parken är det även möjligt att övernatta i hyresstuga, vid skärmskydd eller på markerade tältplatser. Vid skärmskyddet i Lakjärvi finns ett vedlager, ett kompostdass, avfallskärl samt en brunn, vars vatten tyvärr är odrickbart, vilket även gäller de övriga brunnarna i vandringsledsnätverket. I parken finns två naturtorn, vid Vajosuo och Kurjenrahka kärr; vid Takaniitunvuori i södra Pukkipalo finns ett torn med utsikt över Lakjärvenrahka. Fastän områdets skogar till stor del varit i ekonomiskogsbruk har läger- och rastplatser placerats vid natursköna platser. För vila och övernattning finns sammanlagt fyra skärmskydd i parken samt en hyresstuga för fyra personer vid Vajosuo. Hyresstugan är en gammal scoutstuga som renoverades 2002.

### Zonindelning och begränsningar
Kurjenrahka nationalpark är enligt skötsel- och användningsplanen indelad i tre zoner, vars uppgift är att styra landanvändningen och människornas rörelser. Största delen av parken är avsideszon, dit man inte ämnar utöka tjänsteutbudet. Största delen av skärmskydden, stigarna och de övriga byggnationerna är belägna inom den till ytan lilla rekreationszonen, vars uppgift är att förhindra nötning av naturen och att minska störningen i naturen. De rikaste och värdefullaste områdena ligger inom parkens skyddszon, där man begränsat rörelsefriheten för att ge fåglar häckningsro. På Lammenrahka är det förbjudet att röra sig från mitten av januari till mitten av juli. På Vajosuo, Kurjenrahka och Laidassuo-Lakjärvi är det fröbjudet att röra sig från mitten av april till mitten av juli.
Nationalparkens ordningsregler begränsar även människans verksamhet på andra vis. Tältning och uppgöring av eld är tillåtet endast på de markerade platserna och endast med brännved. Husdjur måste hållas kopplade och det är förbjudet att samla växter eller fånga och störa djur. Man får plocka bär och svamp och fiske är tillåtet enligt allemansrätten. I Lammenrahka får man även jaga älg med tillstånd från Forststyrelsen.